# Nacional Rubí
El Nacional Rubí fou un prototipus d'automòbil creat per Joan Aymerich a Barcelona el 1935. Aymerich, anys a venir fundador d'AFA, creà el cotxe al seu garatge-taller i en va intentar la producció en sèrie, tot i que diversos factors varen fer fracassar el seu projecte. Amb l'esclat de la guerra civil espanyola, Nacional Rubí desaparegué definitivament.
L'únic model produït per l'empresa, anomenat 3CV, fou en el seu moment l'automòbil més petit del mercat espanyol (hi cabia només una persona), motiu pel qual apareix sovint documentat com a microcotxe tot i tractar-se d'un autèntic automòbil. El 3CV equipava un motor de quatre temps i quatre cilindres, amb 484 cc de cilindrada (52 x 57 mm).